# 中札内美術村
中札内美術村（なかさつないびじゅつむら）は、北海道河西郡中札内村にある六花亭による施設。カシワの林に囲まれた敷地内には美術館やレストラン、庭園などが点在している。六花亭、中札内村、大林組は、六花の森とともに地域に根ざした施設づくりが評価され、「日本建築学会賞」学会賞（業績部門）を受賞している。

## 施設
相原求一朗美術館
1996年（平成8年）開館。建物は1927年（昭和2年）から1995年（平成7年）まで銭湯として使用していた「帯広湯」を移築復元したものに増築棟を併せて使用している。洋画家・相原求一朗の「北の十名山」など作品、素描（デッサン）を展示している。
小泉淳作美術館
2002年（平成14年）開館。日本画家・小泉淳作の代表作品、制作風景の写真、素描（デッサン）を展示している。
真野正美作品館
2017年（平成29年）開館。児童詩誌『サイロ』の表紙絵を手掛ける画家・真野正美の作品を展示している。
北の大地美術館
1992年（平成4年）開館。自画像公募展『二十歳の輪郭』『還暦の自画像』応募作品を展示している。
ギャラリー柏林 —十勝百景—
画家・中谷有逸による作品があるギャラリー。
小川游作品館
2016年（平成28年）開館。「一水会」代表の洋画家・小川游の作品を展示している。
ポロシリ
地元の農産物を使用した家庭料理を提供するレストラン。
花六花
菓子やオリジナル・グッズなどを販売する売店（ミュージアムショップ）。
美術村庭園
2017年（平成29年）オープン。ヤマモミジのトンネルを抜けた先に「真野正美作品館」がある。

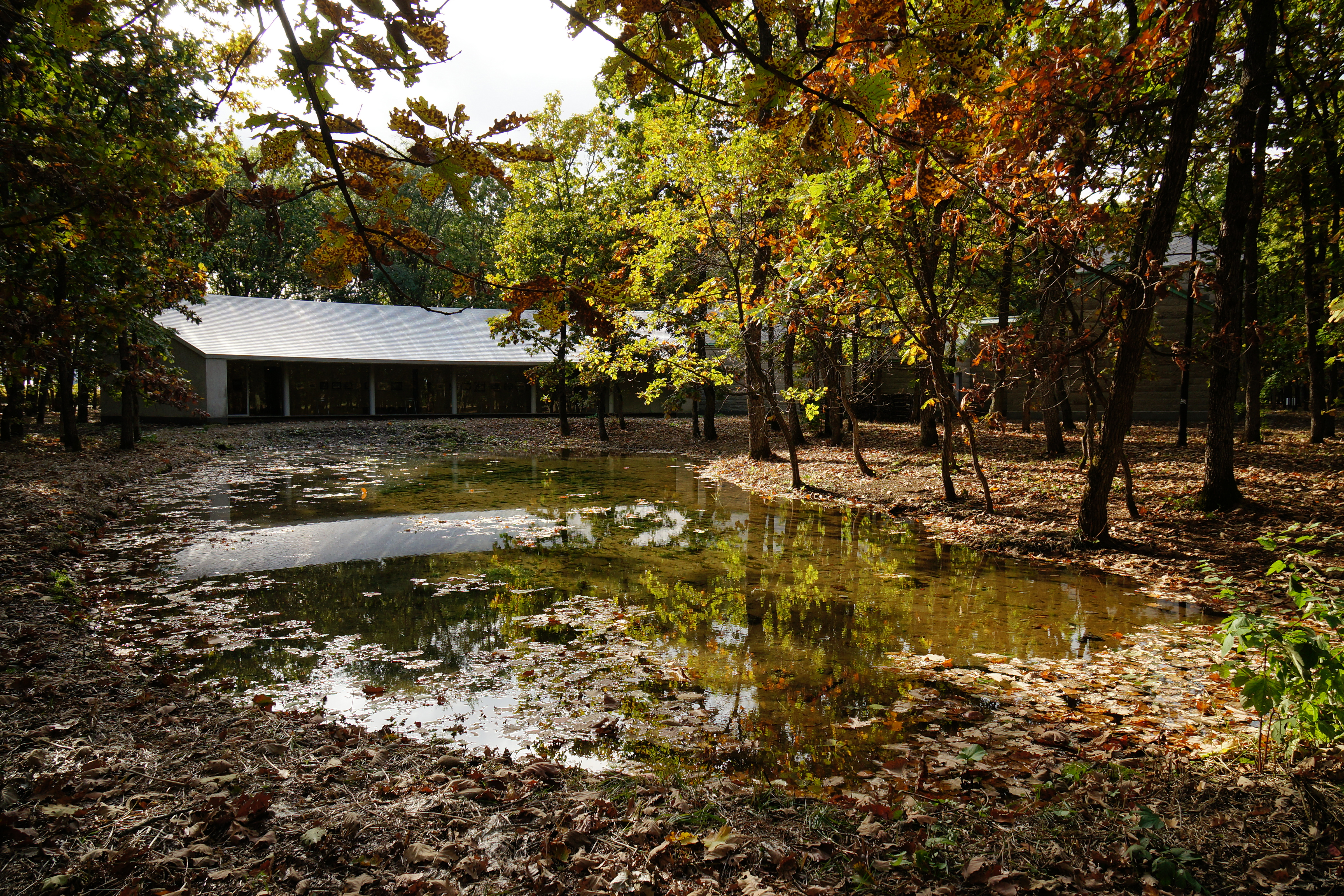
相原求一朗美術館増築棟（2013年10月）
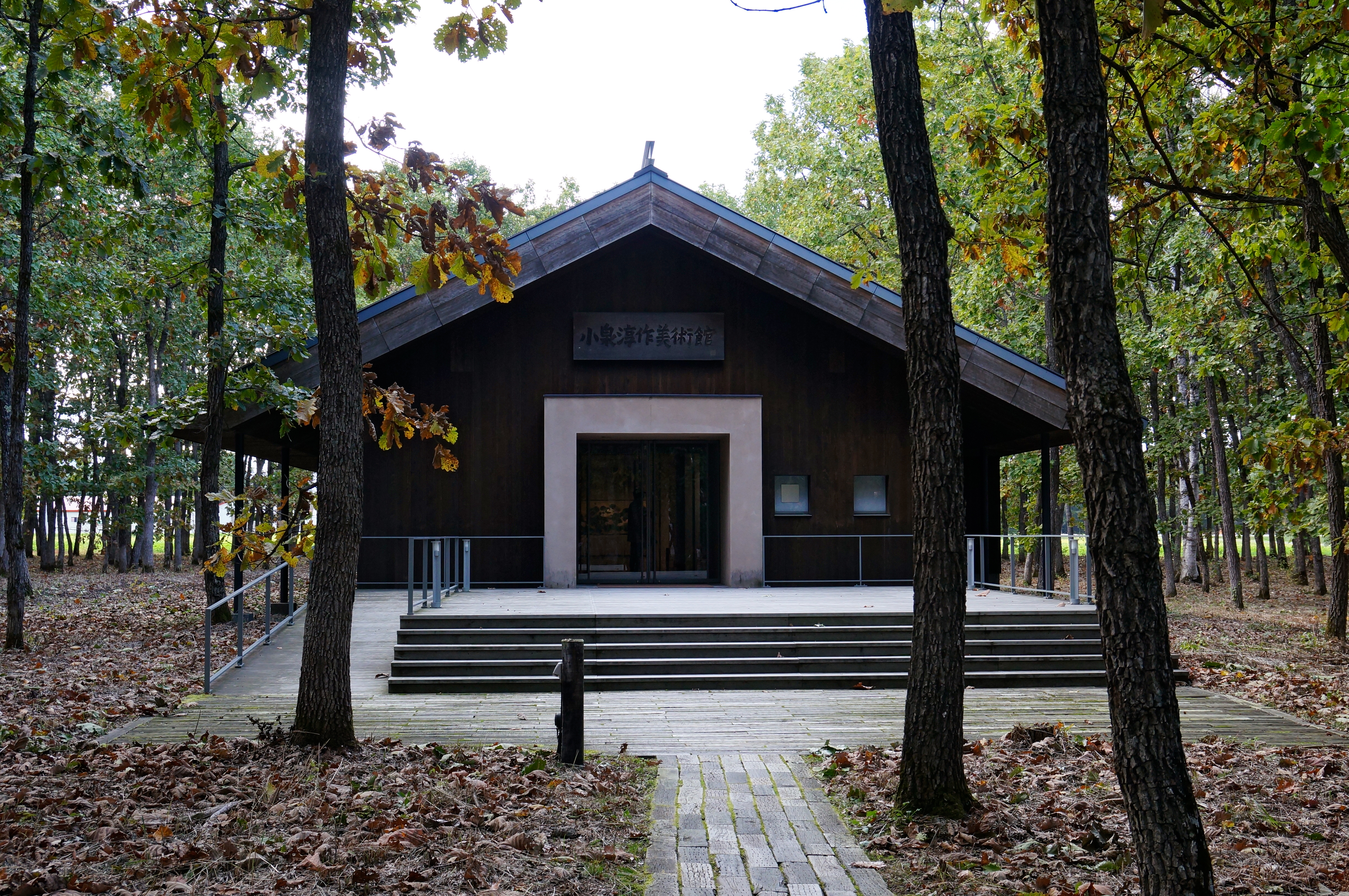
小泉淳作美術館（2013年10月）
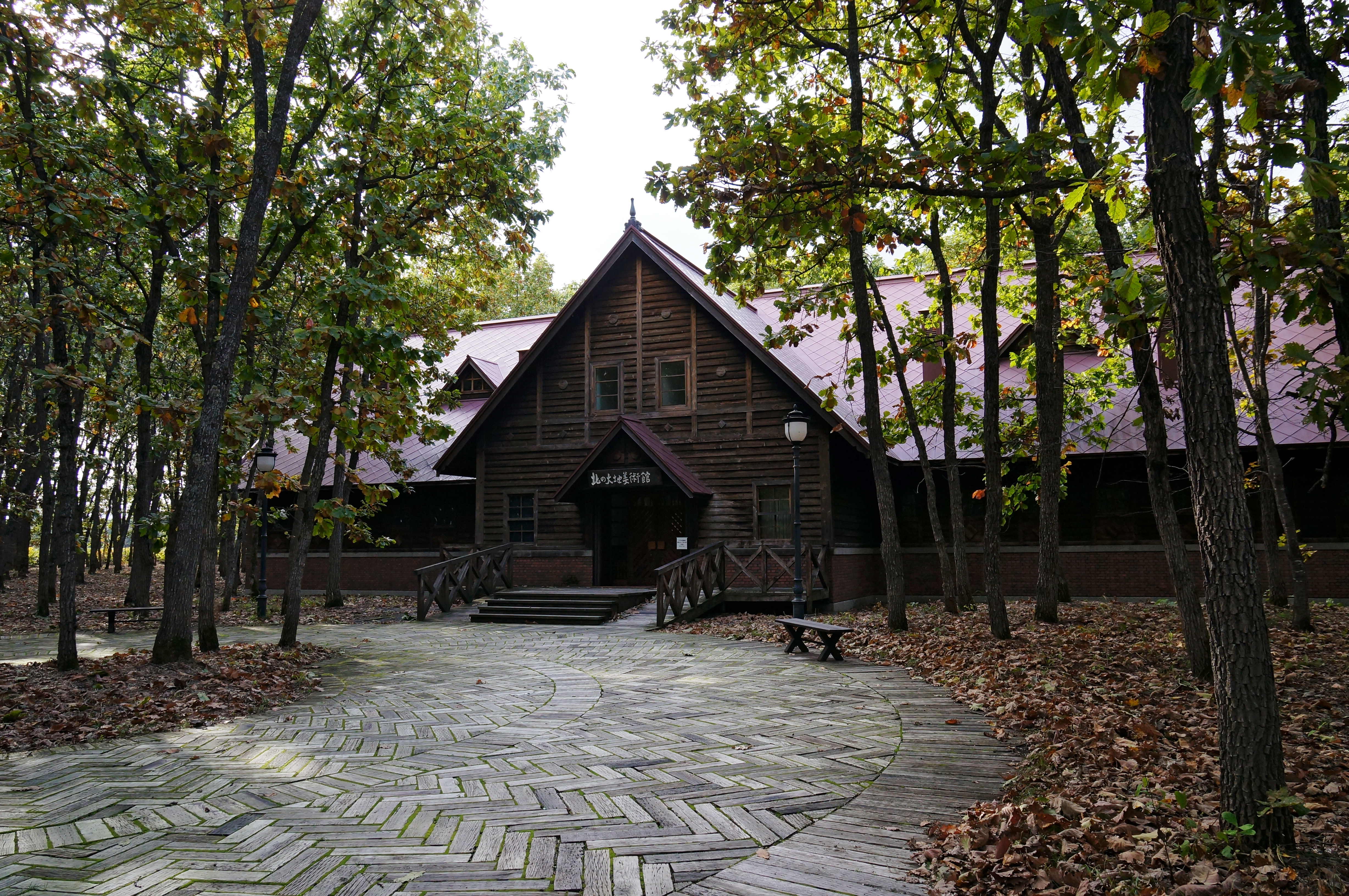
北の大地美術館（2013年10月）
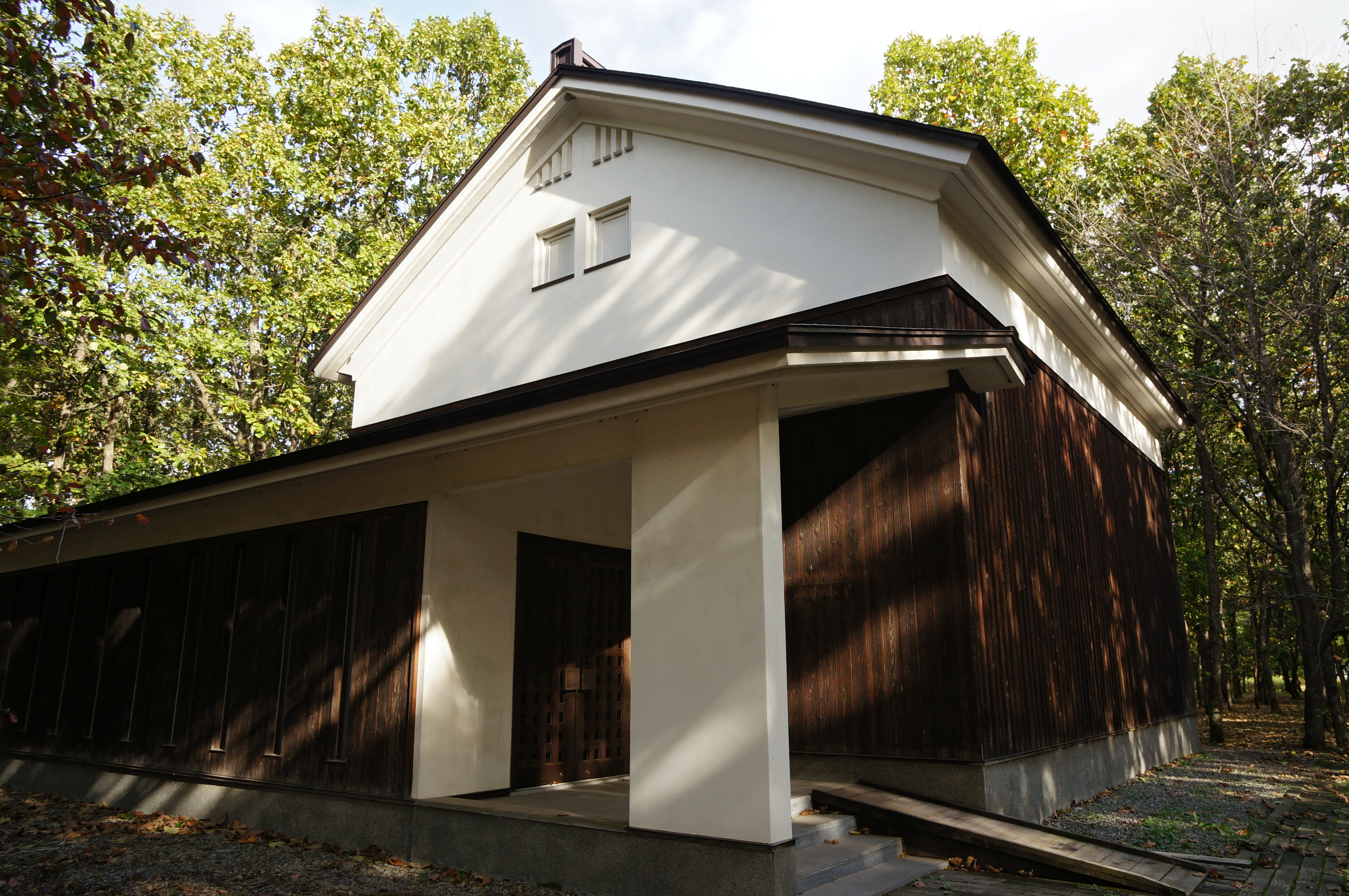
佐藤木版画館（現在の小川游作品館）（2013年10月）
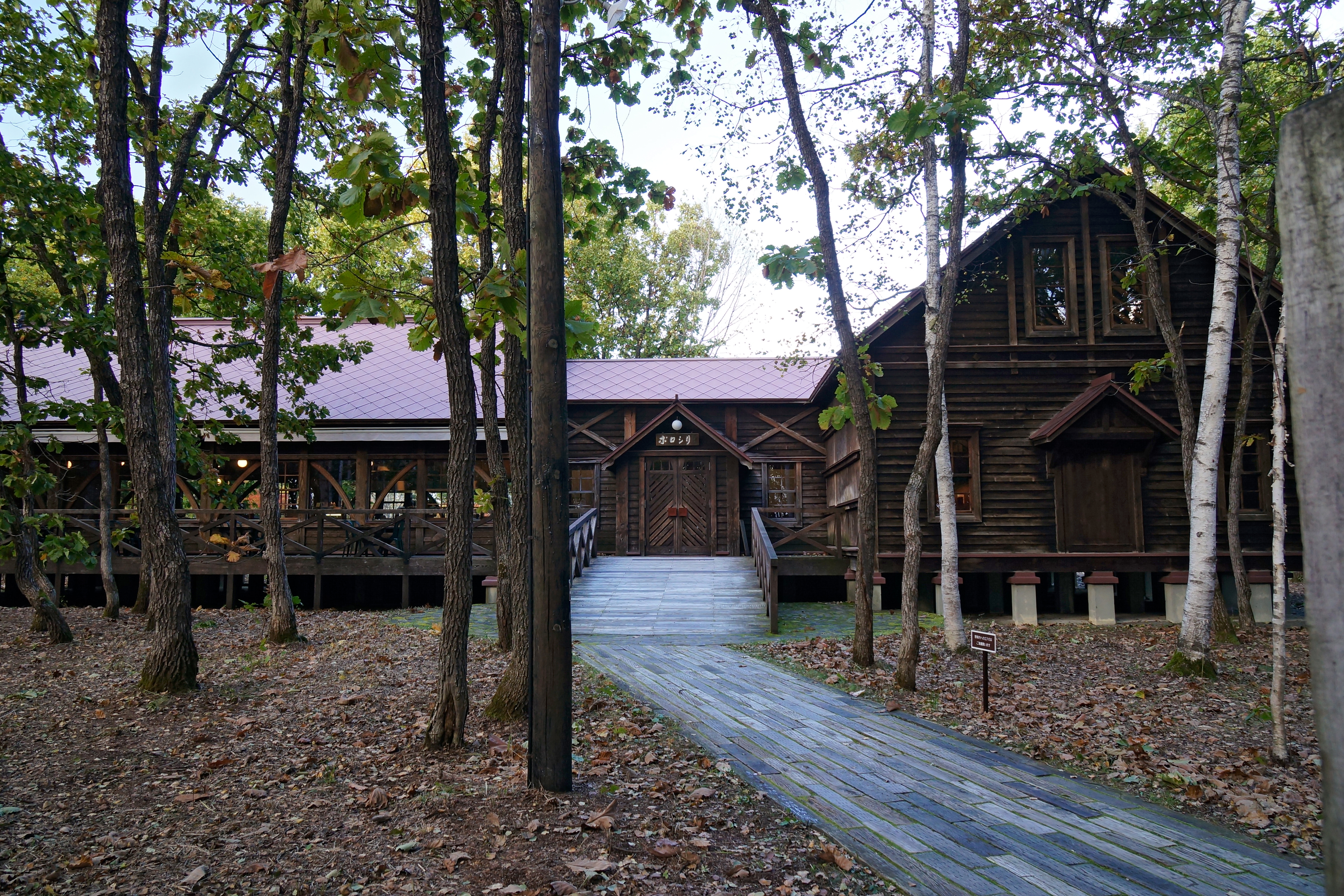
ポロシリ（2013年10月）
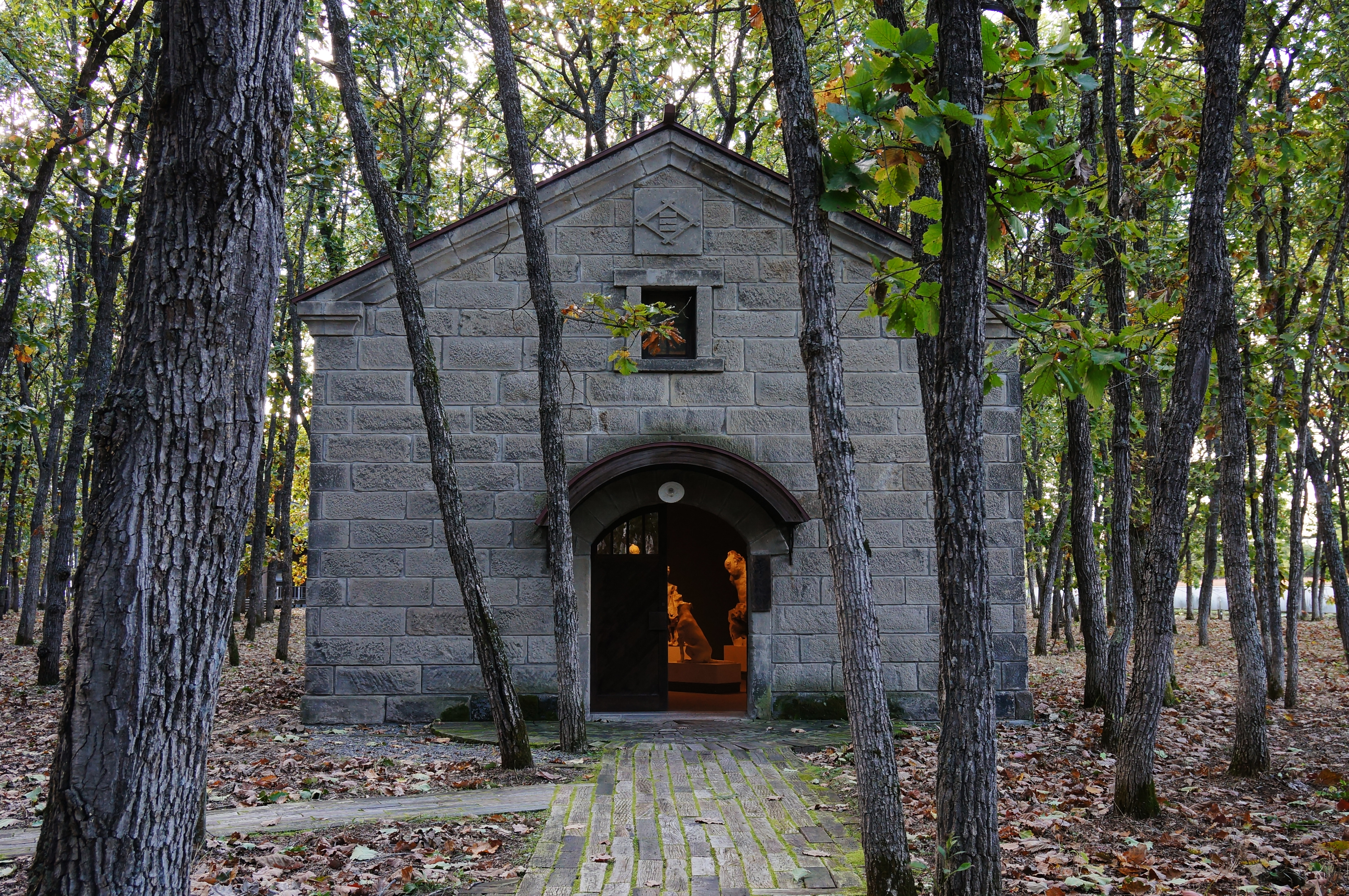
夢想館（現在の花六花）（2013年10月）
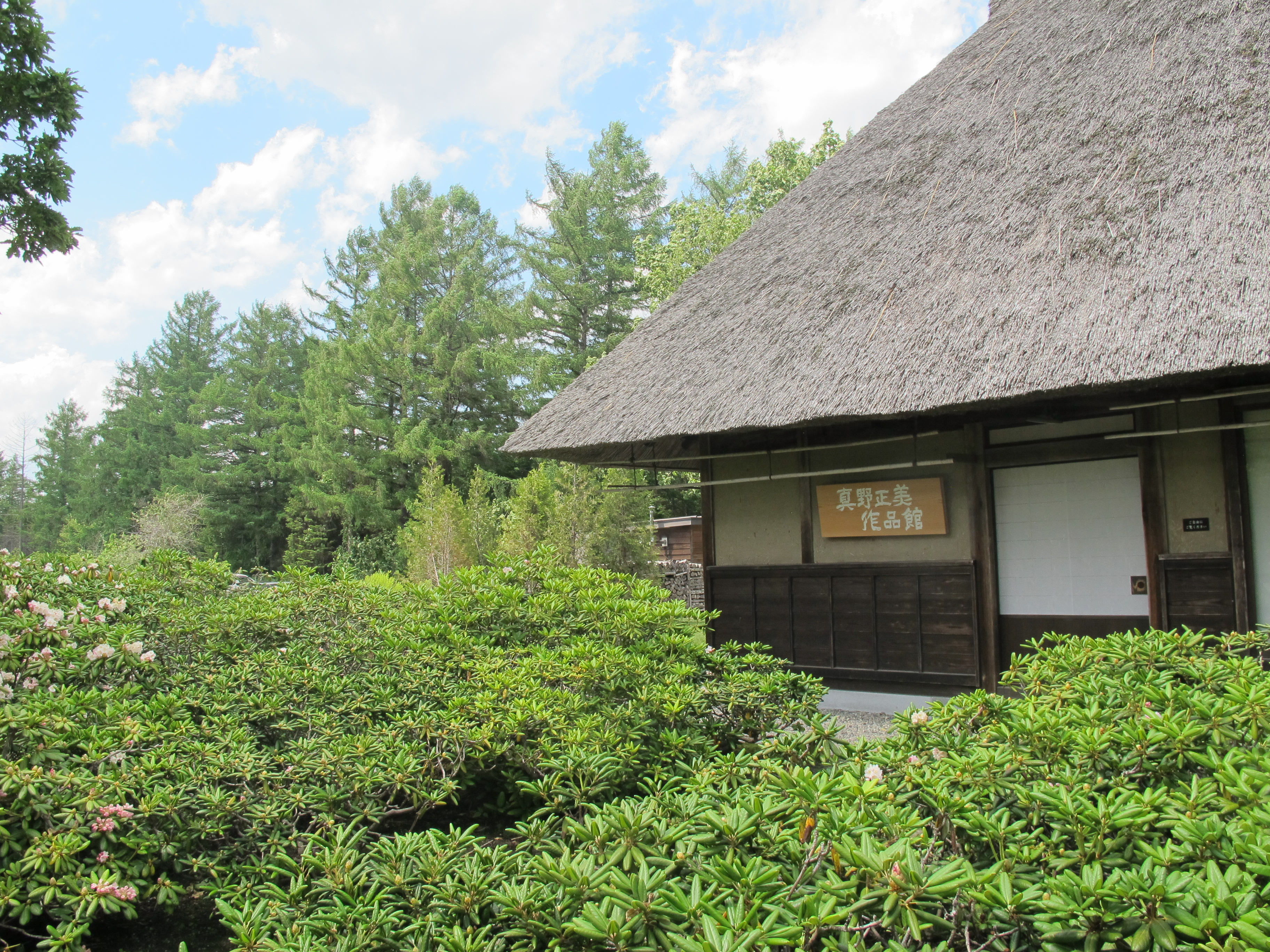
真野正美作品館（2018年6月）

## アクセス・駐車場
帯広広尾自動車道中札内ICが最寄ICであり、国道236号沿いにある。六花の森まで車で約10分の距離に位置している。
- 帯広空港（とかち帯広空港）から車で約15分
- 北海道旅客鉄道（JR北海道）帯広駅から車で約40分
- 駐車場：約100台